# Discografia dei Pennywise
La seguente è la discografia completa del gruppo hardcore punk statunitense Pennywise.
A partire dall'album di debutto del 1991, Pennywise, la band ha pubblicato con etichetta Epitaph un disco ogni due anni fino al 2005, per poi pubblicare Reason to Believe nel 2008. Nonostante siano abbastanza conosciuti negli ambienti skate e snow, il gruppo non ha avuto lo stesso successo commerciale di altri gruppi della scena punk revival, tranne Unknown Road, il quale ha venduto circa 200 000 copie.

## Album

### In studio
| Titolo | Posizioni in Classifica | Posizioni in Classifica | Posizioni in Classifica | Posizioni in Classifica | Posizioni in Classifica | Posizioni in Classifica | Posizioni in Classifica | Posizioni in Classifica | Posizioni in Classifica | Posizioni in Classifica | Posizioni in Classifica | Posizioni in Classifica | Certificazioni di vendita |
| Titolo | US                      | Independent             | AUS                     | CAN                     | FIN                     | FRA                     | GER                     | NLD                     | NZL                     | SVE                     | SVI                     | ING                     | Certificazioni di vendita |
| --- | ----------------------- | ----------------------- | ----------------------- | ----------------------- | ----------------------- | ----------------------- | ----------------------- | ----------------------- | ----------------------- | ----------------------- | ----------------------- | ----------------------- | ------------------------- |
| Pennywise - Pubblicazione: 1991 - Etichetta: Epitaph Records - Formati: Compact disc - Long playing - Musicassetta - Rimasterizzato l'8 marzo 2005 con la bonus track Psycho 89 | —                       | —                       | —                       | —                       | —                       | —                       | —                       | —                       | —                       | —                       | —                       | —                       | —                         |
| Unknown Road - Pubblicazione: 1993 - Etichetta: Epitaph Records - Formati: Compact disc - Long playing - Musicassetta - Rimasterizzato l'8 marzo 2005. - Nonostante non sia accreditato come membro del gruppo, l'attuale bassista Randy Bradbury ha contribuito nelle canzoni dell'album                       | —                       | —                       | —                       | —                       | —                       | —                       | —                       | —                       | —                       | —                       | —                       | —                       | —                         |
| About Time - Pubblicazione: 1995 - Etichetta: Epitaph Records - Formati: Compact disc - Long playing - Musicassetta - Rimasterizzato l'8 marzo 2005. - È l'ultimo album con il bassista originale Jason Thirsk prima della sua prematura morte nel 1996.                                                        | 96                      | —                       | —                       | —                       | 24                      | —                       | 76                      | 84                      | —                       | 28                      | —                       | —                       | - Australia: Oro          |
| Full Circle - Pubblicazione: 22 aprile 1997 - Etichetta: Epitaph Records - Formati: Compact disc - Long playing - Musicassetta - Rimasterizzato l'8 marzo 2005. - È la prima pubblicazione con l'attuale bassista Randy Bradbury. - Contiene Bro Hymn Tribute, una versione di Bro Hymn dedicata a Jason Thirsk | 79                      | —                       | 13                      | —                       | 38                      | —                       | —                       | 93                      | 36                      | —                       | —                       | —                       | - Australia: Oro          |
| Straight Ahead - Pubblicazione: 1º giugno 1999 - Etichetta: Epitaph Records - Formati: Compact disc - Long playing | 62                      | —                       | 8                       | 17                      | —                       | —                       | 93                      | —                       | 12                      | —                       | —                       | 193                     | —                         |
| Land of the Free? - Pubblicazione: 19 giugno 2001 - Etichetta: Epitaph Records - Formati: Compact disc - Long playing | 67                      | 2                       | 21                      | —                       | —                       | —                       | 77                      | —                       | 32                      | —                       | 89                      | 134                     | —                         |
| From the Ashes - Pubblicazione: 9 settembre 2003 - Etichetta: Epitaph Records - Formati: Compact disc - Long playing | 54                      | 4                       | 13                      | —                       | —                       | 130                     | —                       | —                       | 47                      | —                       | 47                      | 148                     | —                         |
| The Fuse - Pubblicazione: 9 agosto 2005 - Etichetta: Epitaph Records - Formati: Compact disc | 78                      | 9                       | 36                      | —                       | —                       | —                       | 100                     | —                       | —                       | —                       | 60                      | —                       | —                         |
| Reason to Believe - Pubblicazione: 25 marzo 2008 - Etichetta: Epitaph Records - MySpace Records - Formati: Compact disc - Download Digitale - Long playing - Scaricabile gratuitamente tramite il MySpace ufficiale del gruppo                                                                                  | 98                      | 12                      | 46                      | —                       | —                       | —                       | —                       | —                       | —                       | —                       | 97                      | —                       | —                         |
| All or Nothing - Pubblicazione: 1º maggio 2012 - Etichetta: Epitaph Records - Formati: Compact disc - Download Digitale - Long playing | —                       | —                       | —                       | —                       | —                       | —                       | —                       | —                       | —                       | —                       | —                       | —                       | —                         |
| Yesterday - Pubblicazione: 15 luglio 2014 - Etichetta: Epitaph - Formato: CD, LP |                         |                         |                         |                         |                         |                         |                         |                         |                         |                         |                         |                         |                           |

### EP
| Anno | EP                   | Etichetta discografica |
| ---- | -------------------- | ---------------------- |
| 1989 | A Word from the Wise | Theologian Records     |
| 1989 | Wildcard             | Theologian Records     |

### Raccolte
| Informazioni album |
| --- |
| Wildcard/A Word from the Wise - Data di pubblicazione: 1992 - Etichetta: Theologian Records - Lista tracce: "Final Chapters", "Covers", "Depression", "No Way Out", "Gone", "Wildcard", "Maybes", "Stand by Me" (cover) |

### Album live
| Anno | Titolo              | Etichetta | Classifiche   | Formato  | Altre informazioni                                                                                                  |
| Anno | Titolo              | Etichetta | Billboard 200 | Formato  | Altre informazioni                                                                                                  |
| ---- | ------------------- | --------- | ------------- | -------- | --- |
| 2000 | Live @ the Key Club | Epitaph   | 198           | CD/LP/CS | - È l'unico album live del gruppo - Contiene una cover di Minor Threat, scritta originariamente dal gruppo omonimo. |

## Singoli
| Anno | Canzone             | Posizione          | Posizione | Album             |
| Anno | Canzone             | Modern Rock Tracks | NZL       | Album             |
| ---- | ------------------- | ------------------ | --------- | ----------------- |
| 1993 | Homesick            | —                  | —         | Unknown Road      |
| 1993 | Tomorrow            | —                  | —         | —                 |
| 1995 | Same Old Story      | —                  | —         | About Time        |
| 1997 | Society             | —                  | —         | Full Circle       |
| 1999 | Alien               | 36                 | —         | Straight Ahead    |
| 1999 | Down Under          | —                  | 47        | —                 |
| 2000 | Victim of Reality   | —                  | —         | Straight Ahead    |
| 2001 | Fuck Authority      | 38                 | —         | Land of the Free? |
| 2001 | Divine Intervention | —                  | —         | Land of the Free? |
| 2002 | My God              | —                  | —         | Land of the Free? |
| 2003 | Yesterdays          | —                  | —         | From the Ashes    |
| 2003 | God Save the USA    | —                  | —         | From the Ashes    |
| 2005 | Disconnect          | —                  | —         | The Fuse          |
| 2005 | Knocked Down        | —                  | —         | The Fuse          |
| 2008 | The Western World   | 22                 | —         | Reason to Believe |
| 2008 | Die for You         | —                  | —         | Reason to Believe |

## Apparizioni in compilation
| Anno | Canzone                         | Compilation |
| ---- | ------------------------------- | --- |
| 1994 | Dying to Know Open Door         | Punk-O-Rama Vol. 1 |
| 1996 | Don't Care/Live Fast, Die Young | Bored Generation |
| 1996 | Same Old Story                  | Skaters Have More Fun, Vol. 1                                                                                                  |
| 1996 | Surfin' U.S.A. (cover)          | M.O.M., Vol. 1: Music for Our Mother Ocean Vans Warped Tour '99 (1999)                                                         |
| 1997 | I Get Around                    | M.O.M., Vol. 2: Music for Our Mother Ocean                                                                                     |
| 1998 | Fight Till You Die              | Lose Your Illusions, Vol. 1 |
| 1998 | Society                         | X-Games, Vol. 3 |
| 1998 | Broken                          | A Compilation of Warped Music The Line Up: A Taylor Steele Collection                                                          |
| 1998 | Tomorrow                        | The Line Up: A Taylor Steele Collection                                                                                        |
| 1998 | Need to Know                    | Show Soundtrack Vans Warped Tour '99 (1999)                                                                                    |
| 1999 | What If I                       | SB1: Skiboarding Journey |
| 1999 | Just for You                    | A Compilation of Warped Music II                                                                                               |
| 2000 | Rules                           | World Warped III Live |
| 2001 | Who's on Your Side              | Tony Hawk's Pro Skater 3 |
| 2002 | The World                       | Punk-O-Rama Vol. 7 |
| 2003 | God Save the USA                | Warped Tour 2003 Tour Compilation (Presente nel DVD bonus) Rock Against Bush, Vol. 1 (2004) Crusty Demons: Unleash Hell (2007) |
| 2003 | Holiday in the Sun              | Punk-O-Rama Vol. 8 |
| 2004 | Something to Change             | Warped Tour 2004 Tour Compilation                                                                                              |
| 2004 | My Own Country (Live)           | The Only Constant Is Change |
| 2004 | Now I Know                      | Punk-O-Rama Vol. 9 |
| 2005 | Yell Out                        | Warped Tour 2005 Tour Compilation                                                                                              |
| 2005 | Falling Down                    | Punk-O-Rama Vol. 10 |
| 2006 | Perfect People Wake Up          | Best of Punk-O-Rama |

## Colonne sonore
| Anno | Titolo             | Film                  |
| ---- | ------------------ | --------------------- |
| 2001 | Alien              | That Darn Punk        |
| 2002 | Who's On Your Side | Ultimate X: The Movie |

## Videografia
| Anno | Titolo      | Etichetta | Formato | Altre informazioni                                                                    |
| ---- | ----------- | --------- | ------- | ------------------------------------------------------------------------------------- |
| 1995 | Home Movies | Epitaph   | VHS/DVD | - Pubblicato originariamente su VHS nel 1995 - Ripubblicato in DVD il 9 novembre 2004 |

## Video musicali
| Anno | Brano          | Regista                  | Album             |
| ---- | -------------- | ------------------------ | ----------------- |
| 1993 | Dying to Know  |                          | Unknown Road      |
| 1994 | Homesick       | Darren Doane - Pennywise | Unknown Road      |
| 1995 | Same Old Story | Darren Doane             | About Time        |
| 1997 | Bro Hymn       |                          | Full Circle       |
| 1998 | Society        | Gabby O'Neill            | Full Circle       |
| 1999 | Alien          | Honey                    | Straight Ahead    |
| 1999 | Straight Ahead |                          | Straight Ahead    |
| 2001 | Fuck Authority | Glen Bennett             | Land of the Free? |
| 2005 | Knocked Down   |                          | The Fuse          |

## Cover
| Titolo               | Pubblicata                                                          | Artista originale |
| -------------------- | ------------------------------------------------------------------- | ----------------- |
| Astro Zombies        | - Violent World - A Tribute to the Misfits                          | Misfits           |
| Down Under           | - Straight Ahead (traccia bonus in Australia)                       | Men at Work       |
| Gimmie Gimmie Gimmie | - Punk Bites 2                                                      | Black Flag        |
| I Get Around         | - M.O.M., Vol. 2: Music for Our Mother Ocean                        | The Beach Boys    |
| Minor Threat         | - Live @ the Key Club                                               | Minor Threat      |
| My Life              | - Our Impact Will Be Felt                                           | Sick of It All    |
| Nervous Breakdown    | - Generation I - A Punk Look at Human Rights                        | Black Flag        |
| Same in the End      | - Look At All the Love We Found                                     | Sublime           |
| Stand by Me          | - Wildcard/A Word from the Wise                                     | Ben E. King       |
| Surfin' USA          | - M.O.M., Vol. 1: Music for Our Mother Ocean - Vans Warped Tour '99 | The Beach Boys    |
| We're Desperate      | - Punk-O-Rama Vol. 6                                                | X                 |